# Lenyra
Lenyra is een geslacht van vlinders uit de familie wespvlinders (Sesiidae), onderfamilie Sesiinae.
Lenyra is voor het eerst wetenschappelijk beschreven door Walker in 1856. De typesoort is Trochilium ashtaroth.

## Soort
Lenyra omvat de volgende soort:
- Lenyra ashtaroth (Westwood, 1848)